# أشلي جونسون (لاعبة كرة الماء)
أشلي جونسون (بالإنجليزية: Ashleigh Johnson) هي لاعبة كرة الماء أمريكية، ولدت في 12 سبتمبر 1994 في ميامي في الولايات المتحدة.

## وصلات خارجية
- أشلي جونسون على موقع الاتحاد الدولي للسباحة (الإنجليزية)
- أشلي جونسون على موقع اللجنة الأولمبية الدولية (الإنجليزية)
- أشلي جونسون على موقع أوليمبيديا (الإنجليزية)
- أشلي جونسون على موقع اللجنة الأولمبية والبارالمبية الأمريكية (الإنجليزية)